# Tarin Kowt
Tarin Kowt (Paixtu: ترين کوټ) és una ciutat de l'Afganistan, capital del districte del mateix nom i de la província d'Oruzgan o Uruzgan, al sud del país. Té uns 118.443 habitants. A la rodalia hi ha una base aèria.
Després de l'ocupació americana amb el suport d'una revolta local el 16 de novembre de 2001, on Hamid Karzai amb alguns homes va poder guanyar la batalla mercès al suport de l'aviació americana, però això li va valer la promoció pels americans. la província fou encarregada als militars holandesos que finalment es van retirar el 2010.